# Libor

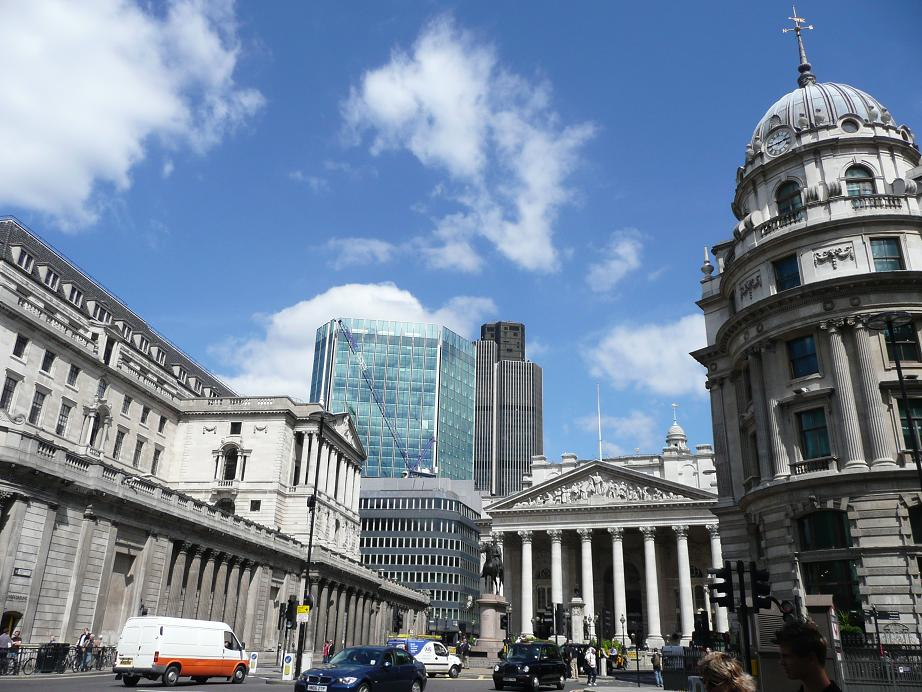
La ville de Londres

Le Libor était un des taux de référence du marché monétaire de différentes devises. Il était calculé comme la moyenne écrêtée des réponses des principales banques à la question : « quel taux pensez-vous que les autres banques vous demanderaient pour vous prêter de l'argent ? », avec plusieurs horizons (maturités) proposées. Il agissait comme principale référence, avec l'Euribor pour la fixation des taux des crédits à court terme dans le monde, pour un certain nombre de prêts à plus long terme, allant des cartes de crédit aux prêts immobiliers à taux variable.
Ces taux étaient calculés chaque jour ouvré pour cinq devises et sept maturités allant du jour le jour à sept ans, et publié par Thomson Reuters.
Son nom a été formé à partir des initiales de la dénomination anglaise London interbank offered rate en français : « taux interbancaire pratiqué à Londres ». Historiquement, c'est le premier des nombreux taux IBOR.
En 2012, des révélations issues de la banque Barclays mettent en évidence que les opérateurs de marché de plusieurs des banques du panel s'étaient entendus pour soumettre des estimations sous-évaluées par rapport aux taux réels auxquels auraient fait face ces banques, dans le but de minorer la perception des tensions (difficultés de financement) auxquelles les banques faisaient face sur le marché à court terme. Le 25 septembre 2012, la supervision du Libor a été transférée à l'autorité de contrôle prudentiel britannique (la Financial Services Authority). Celle-ci recommanda que le taux soit fixé non plus sur la base de déclaration, mais de transactions réelles, que les soumissions de chaque banque soient rendues publiques au bout de trois mois, et que la manipulation de ce taux puisse faire l'objet de poursuites criminelles. En 2012 et en 2013, le gouvernement britannique a mis en application la plupart de ces recommandations. Parallèlement, un nombre important de banques ont été poursuivies et condamnées à des amendes pour leur participation à la manipulation du taux en 2012 et avant.
À la suite de ce scandale, l'abandon en 2021 du Libor comme taux de référence est annoncé en 2017.

## Définition
Pour une devise considérée et pour une échéance donnée, le Libor est un indice de taux calculé chaque jour ouvré à 11h (heure de Londres) et publié par l'ICE Benchmark Administration, devant en principe refléter le taux moyen auquel un échantillon de seize grandes banques internationales établies à Londres prêtent « en blanc » (c’est-à-dire sans que le prêt soit gagé par des titres) à d'autres grandes banques (voir IBOR).
L'échantillon des banques choisies est connu à l'avance et plutôt stable dans le temps. Les taux les plus extrêmes (les quatre plus hauts et les quatre plus bas) relevés sont écartés du calcul en utilisant une moyenne tronquée, afin de protéger l'indice d'éventuelles erreurs ou d'une crise de liquidité qui affecterait telle ou telle banque de l'échantillon. C'est en quelque sorte un baromètre de la stabilité financière et de la santé du système bancaire mondial.

## Devises concernées
Les devises pour lesquelles il existe un taux LIBOR sont les suivantes :
- le dollar américain (USD) ;
- la livre sterling (GBP) ;
- le yen (JPY) ;
- le franc suisse (CHF) ;
- l'euro (EUR), bien que le LIBOR soit fort peu utilisé pour cette devise, dont l'indice de référence est l'EURIBOR.

## Échéances publiées
Les maturités publiées sont :
- 1 jour (spot-next ou overnight),
- 1 semaine,
- 2 semaines,
- 1 mois,
- 2 mois,
- 3 mois,
- et ainsi de suite jusqu'à 12 mois.

## Importance économique
Les LIBOR qui sont les plus utilisés sont le 1, le 2 et surtout le 3 mois, qui sert de référence principale au marché des swaps. De plus, l'expérience montre que les données fournies par les banques participantes pour les échéances supérieures à trois mois peuvent être fort approximatives, voire intéressées.
Par ailleurs, les taux publiés pour le yen et les dollars australien et néo-zélandais sont en fait calculés et non constatés, à cause du décalage horaire, alors que ces marchés sont fermés depuis longtemps dans leur pays d'origine. Il est donc prudent de les considérer avec un certain degré de scepticisme.
Le LIBOR 3 mois Dollar sert de base à l'un des contrats à terme les plus actifs du monde, véritable marché directeur des taux d'intérêt américains à court et moyen terme : le contrat eurodollar. Ce contrat se traite notamment sur le CME à Chicago, le LIFFE à Londres et le SGX à Singapour.

## Histoire du Libor

### Origines du Libor
Le LIBOR a été formalisé en 1985 par la British Bankers' Association pour unifier les différents taux d'intérêt utilisés par les banques lors de la souscription de prêts syndiqués sur le marché des Eurodollars et étendre son usage à d'autres instruments financiers. Il est progressivement devenu central pour tout une gamme de produits dérivés.

### Scandale du Libor
Outre son caractère déclaratif plutôt que basé sur des transactions effectivement recensées, le taux Libor est une moyenne qui n'a de sens que si toutes les grandes banques sont très proches de cette moyenne. La crise économique mondiale des années 2008 et suivantes a fait exploser ces écarts à la moyenne, faisant perdre tout son sens au Libor.
L'une des préoccupations des salles de marché depuis est de trouver un taux alternatif au Libor pour mieux rendre compte du coût réel de financement, tel que le taux OIS (Overnight Indexed Swap) par exemple[réf. souhaitée].
En 2011, la banque UBS, en échange de clémence, révèle aux autorités américaines de régulation qu'elle et de nombreuses autres institutions bancaires se sont concertées pendant 3 ans, de 2006 à 2009, pour orienter le taux Libor en violation des dispositions anticoncurrentielles (le taux change chaque jour en fonction des réponses envoyées par les banques à un questionnaire quotidien permettant cette fixation). Il s'agissait soit de diminuer les risques de vulnérabilité (en cas de taux Libor fixé trop haut), soit de cacher des vulnérabilités (pour les banques déclarant des taux plus bas que ceux qu'ils payent) et possiblement de manipuler les cours dans l'objectif d'obtenir des plus-values. À la suite de ces révélations, les autorités de régulation du secteur bancaire, le Financial Services Authority (FSA) britannique, mais aussi le FBI et le département de la Justice des États-Unis, ont diligenté des enquêtes, tandis que le Financial Times révèle en février 2012 que plusieurs traders et responsables ont été limogés par de nombreuses banques à la suite de la révélation du scandale.
Le 27 juin 2012, Barclays révèle qu'elle versera 290 millions de livres « pour mettre fin à des enquêtes des régulateurs britannique et américain dans une affaire de manipulation du taux interbancaire britannique Libor et européen Euribor entre 2005 et 2009 ». En agissant ainsi, Barclays semblait jouir d'une bonne santé financière et pouvait mener à terme différentes levées de fonds sans être mise sous surveillance par les institutions de régulation. Le 10 juillet 2012, le Sénat des États-Unis convoque le secrétaire au Trésor, Timothy Geithner, et le président de la Fed, Ben Bernanke, pour en savoir plus sur le « scandale du Libor ». En effet, le Libor sur le dollar américain se calcule d'après des informations fournies par 18 institutions de niveau mondial, dont des banques américaines (parmi lesquelles Citigroup et JPMorgan Chase).
Pour limiter les risques de conflit d'intérêts et d'abus de position dominante dans le secteur financier, notamment pour ce qui a trait à la détermination du taux de base inter-bancaire, un nombre grandissant d’experts en matière de régulation financière recommandent l’adoption de réformes structurelles profondes, notamment en France où les économistes du forum mondial des fonds de pension et du CJD  estiment, qu’au-delà de simples dispositions législatives et réglementaires nationales, il convient d’adopter une grande loi-cadre européenne ou internationale inspirée du Glass-Steagall Act permettant de limiter les nombreux risques d'abus inhérents à tout oligopole faiblement régulé,.
Ce point de vue se développe à la faveur de la « crise du Libor » au cours de l'été 2012, les éditorialistes du Financial Times au Royaume-Uni appelant désormais à l'adoption rapide d'un "Glass Steagall II" pan-européen
C'est dans cette même perspective que l'ex-patron de Citigroup, Sandy Weill, s'est également prononcé en faveur d'une stricte séparation entre les banques d'investissement et les banques de dépôts aux États-Unis. Cette déclaration a été d'autant plus remarquée que Sandy Weill avait été, sous la présidence de Bill Clinton, un des éléments les plus actifs prônant l'abrogation des dernières barrières du Glass-Steagall Act.
En décembre 2012, UBS est condamnée à verser 1,5 milliard USD à titre de réparation pour manipulation du taux Libor. La Financial Services Authority a « relevé que les manipulations étaient débattues dans un forum de discussion interne et par [courriel], et étaient de ce fait amplement connues ».
En février 2013, RBS (Royal Bank of Scotland) est condamnée à verser 450 millions d'euros (condamné par la FSA britannique, la CFTC américaine et le département américain de la Justice) .
En mars 2013, l'organisme de refinancement hypothécaire américain Freddie Mac porte plainte contre une dizaine de grands groupes bancaires et contre la BBA (British Bankers' Association). Premières amendes de 2,5 milliards de dollars pour 3 banques.
En octobre 2013, l'organisme de refinancement hypothécaire américain Fannie Mae porte plainte contre neuf grandes banques mondiales : Barclays, Royal Bank of Scotland, UBS, Credit Suisse, Deutsche Bank, Rabobank, Bank of America, Citigroup, JPMorgan Chase.
En novembre 2013, UBS conclut un « accord d'immunité » avec les autorités européennes de la concurrence, lui permettant d'éviter les prochaines amendes (pour raisons de coopération avec les enquêteurs). Cet accord lui permet d'échapper, fin 2013, à une amende de 2,5 milliards d’euros (dossier du Libor libellé en yen).
En juillet 2014, Lloyds est condamné à une amende de 218 millions de livres pour son implication dans l'affaire du Libor, aux autorités britannique et américaine.
En novembre 2014, après une enquête de la Financial Conduct Authority (Royaume-Uni), de la Finma (Suisse), de la Commodity Futures Trading Commission (États-Unis) et de l'Office of the Comptroller of the Currency (États-Unis), Bank of America, Citigroup, HSBC, JP Morgan Chase, Royal Bank of Scotland et UBS paient une amende de 4,2 milliards de dollars dans le cadre d'ententes pour manipuler le cours du Libor, un indice de taux de change.
En août 2015, un juge condamne Tom Hayes à 14 ans de prison dans l'affaire Libor .
Le 27 juillet 2017, la Financial Conduct Authority annonce l'abandon du Libor à la fin de l’année 2021. Pour le remplacer sur sa maturité la plus courte (24 heures, « overnight »), le Sonia (Sterling Overnight Index Average) devrait apparaître d'ici 2021.